# Waadhoeke

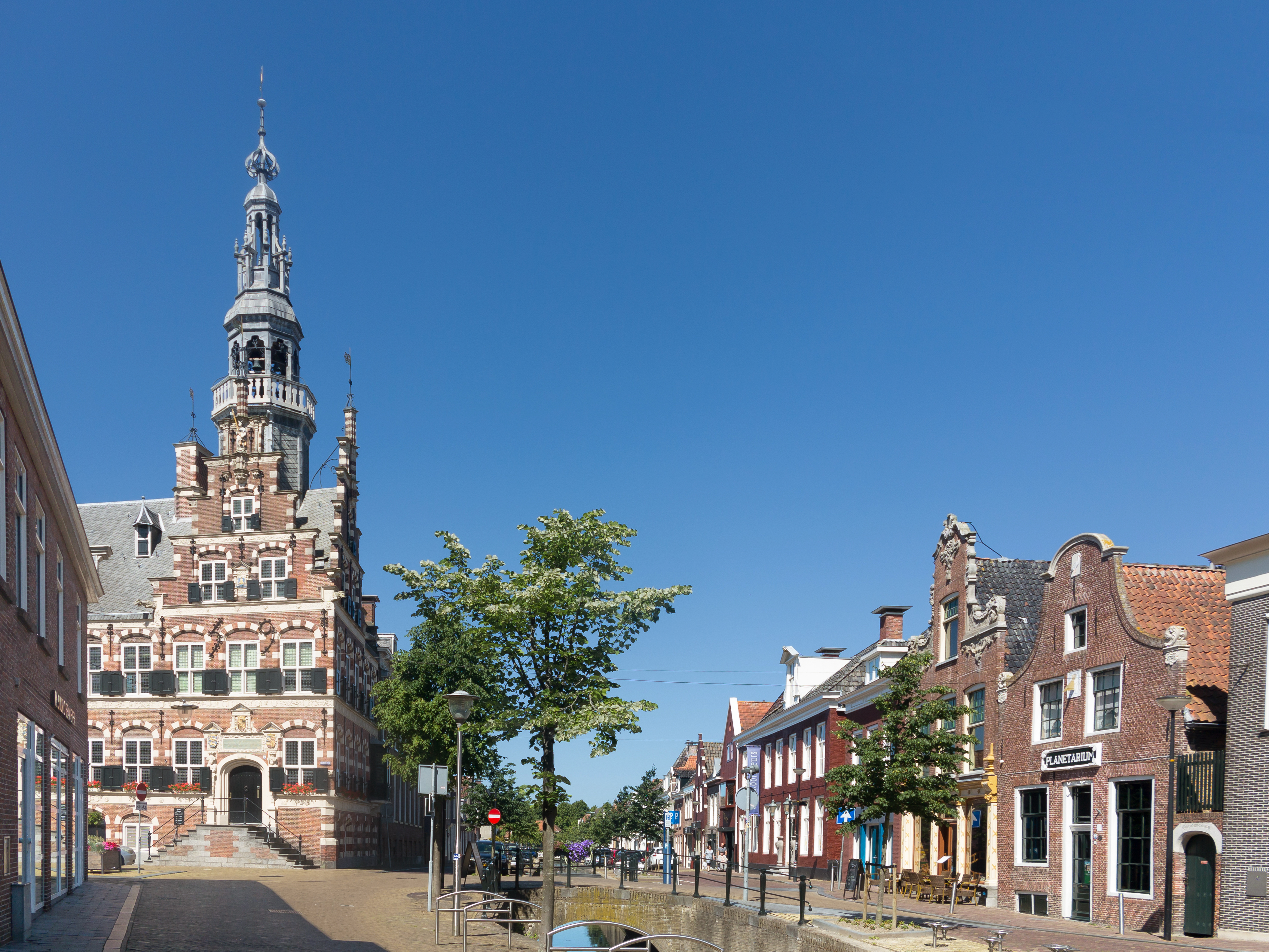
Stadshuset och planetariet i Franeker.

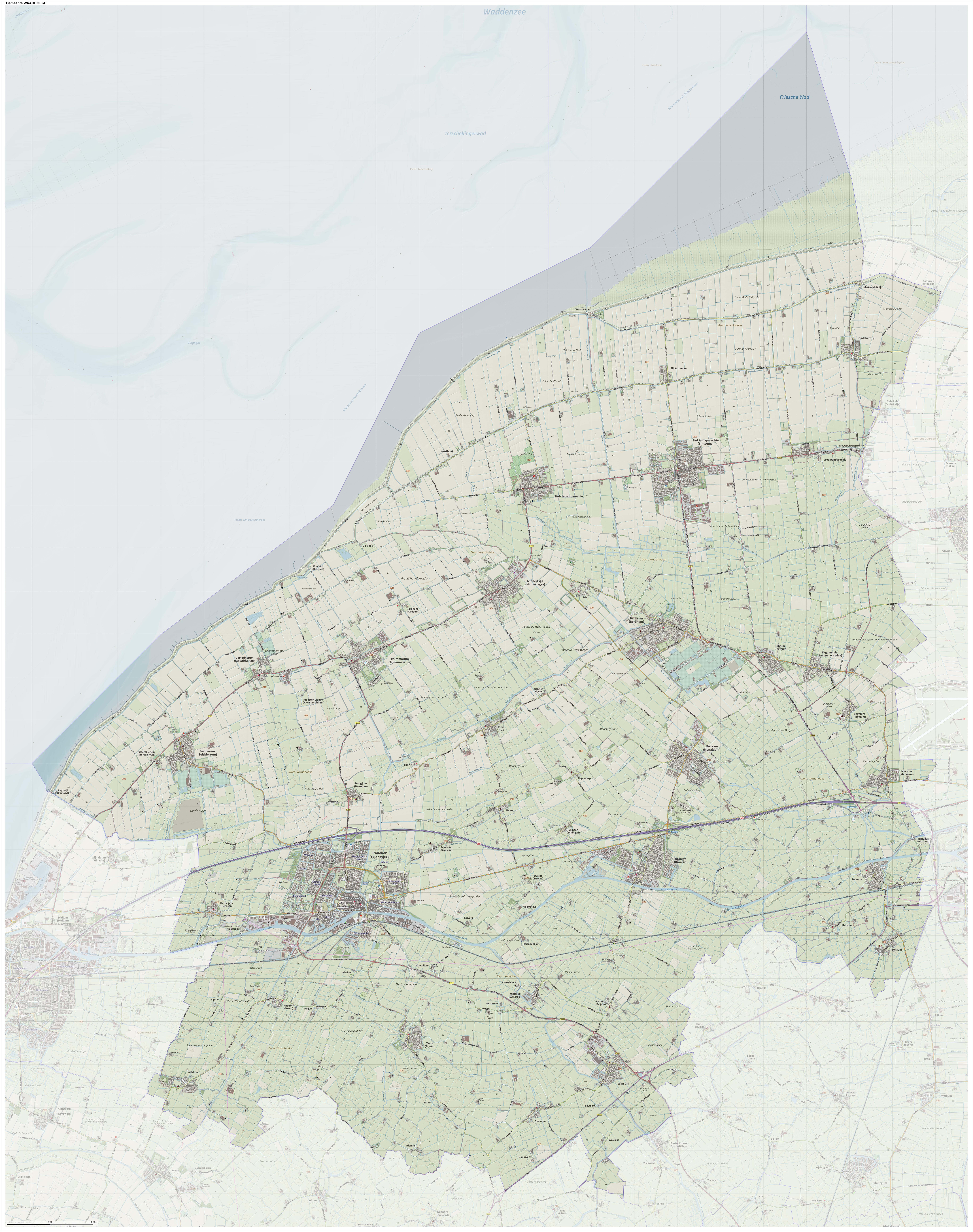
Karta

Waadhoeke är en kommun i provinsen Friesland i Nederländerna. Kommunens totala area är 305 km² (där ? km² är vatten) och invånarantalet är på 47 000 invånare (2018).